# Kasper Nielsen
 Der er flere personer med dette navn, se Kasper Nielsen (flertydig).
Kasper Nielsen (født 9. juni 1975 i Hillerød) er en dansk håndboldspiller, der spiller for Ribe-Esbjerg HH. Han har tidligere spillet i den tyske Bundesligaklub SG Flensburg-Handewitt, men han vendte tilbage til GOG Svendborg TGI, som han også har spillet for tidligere. Han blev sammen med resten af Danmarks håndboldlandshold europamester 2008 ved EM i Norge, hvor han sammen med Lars Jørgensen udgjorde et bomstærkt midterforsvar. 
Kasper Nielsen begyndte sin karriere i Team Helsinge som tiårig, og ti år senere skiftede han til Helsingør IF, inden han i 1997 flyttede til GOG. Her var han med til at vinde tre danmarksmesterskaber samt tre pokalsejre. I 2001 rejste han til Flensburg, men her fik han ikke så stor succes og rejste efter blot en sæson tilbage til GOG. I 2005 skiftede han igen til Flensburg, og denne gang fik han bidt sig fast i førsteholdstruppen. Han er en hårdtskydende bagspiller, der primært i angrebet spiller back, men i de senere år er han i højere grad blevet brugt som en meget stærk midterforsvarer, mens han som regel bliver skiftet ud, når hans hold er i angreb.
Fra GOGs konkurs til sommeren 2010 spillede Kasper Nielsen for Faaborg HK i 1. division
For Danmark nåede Kasper Nielsen 30 U-landskampe, hvor han scorede 130 mål. Han debuterede på A-landsholdet i 1995, men var ikke inde i landsholdsvarmen i mange år. Under Ulrik Wilbek fik han efterhånden spillet sig til en fast plads, men det store gennembrud kom først ved EM i 2008. Her blev han efter turneringen af de fleste aviser nævnt blandt holdets fem bedste spillere. Han har nu spillet 129 landskampe og scoret 273 mål.
Under sin deltagelse i Stjernetræf fik han øgenavnet Hulk, af de andre mandlige og kvindelige deltagere, grundet sin utrolige styrke, som bl.a. blev bevist ved at han i programmet bar 4 sandsække, med hver 25 kilo i.[kilde mangler]